# Mujaj-Dajç
Mujaj-Dajç – wieś położona w północnej części Albanii w gminie Krume. Wieś znajduje się 110 kilometrów od stolicy państwa, Tirany.

## Demografia
Według spisu ludności z 1989 roku we wsi Mujaj-Dajç mieszkało 467 mieszkańców.